# 4. Arany Málna-gála
A 4. Arany Málna-gálán (Razzies) – az Oscar-díjátadó paródiájaként – az 1983-as év legrosszabb amerikai filmjeit, illetve alkotóit díjazták tíz kategóriában. A díjazottak kihirdetésére 1984. április 8-án, az 56. Oscar-gála előtti napon került sor Los Angelesben, 3. utcai elemi iskolában (Third Street Elementary School).
Rekord nagyságú jelölést kapott, ezzel kiemelkedett a többiek közül a magyar származású brit rendező, Peter Sasdy The Lonely Lady című drámája: a 10 kategóriában, összesen 11-et, s azokból 6-ot „el is nyert”. Külön érdekesség, hogy Barbra Streisand Yentl című zenés drámája is három jelölést kapott: maga a művésznő a „legrosszabb férfi főszereplő” kategóriában, Amy Irving, a „legrosszabb női mellékszereplőként”, holott ugyanezen szerepéért az 56. Oscar-gálán a „legjobb női mellékszereplő” díjra jelölték, továbbá a „legrosszabb filmzenével”, miközben a film pár órával korábban elnyerte a „legjobb eredeti filmzene” Oscar-díját.

## Díjazottak és jelöltek
| „Győztes” |

| Kategória                        | „Győztesek” és jelöltek |
| -------------------------------- | --- |
| Legrosszabb film                 | The Lonely Lady, producer: Robert R. Weston (Universal) |
| Legrosszabb film                 | Herkules, a világ ura, producer: Menahem Golan és Yoram Globus (MGM/UA / Cannon Films)                                                                       |
| Legrosszabb film                 | Cápa 3., producer: Rupert Hitzig (Universal) |
| Legrosszabb film                 | Tollas futam, producer: Hank Moonjean (Warner Bros. / Universal)                                                                                             |
| Legrosszabb film                 | Két fél egy egész, producer: Roger M. Rothstein és Joe Wizan (20th Century Fox)                                                                              |
| Legrosszabb férfi főszereplő     | Christopher Atkins – A Night in Heaven |
| Legrosszabb férfi főszereplő     | Lloyd Bochner – The Lonely Lady |
| Legrosszabb férfi főszereplő     | Lou Ferrigno – Herkules, a világ ura |
| Legrosszabb férfi főszereplő     | Barbra Streisand (fiúként) – Yentl |
| Legrosszabb férfi főszereplő     | John Travolta – Életben maradni és Két fél egy egész |
| Legrosszabb női főszereplő       | Pia Zadora – The Lonely Lady |
| Legrosszabb női főszereplő       | Loni Anderson – Tollas futam |
| Legrosszabb női főszereplő       | Linda Blair – Chained Heat |
| Legrosszabb női főszereplő       | Faye Dunaway – A gonosz lady |
| Legrosszabb női főszereplő       | Olivia Newton-John – Két fél egy egész |
| Legrosszabb férfi mellékszereplő | Jim Nabors – Tollas futam |
| Legrosszabb férfi mellékszereplő | Joseph Cali – The Lonely Lady |
| Legrosszabb férfi mellékszereplő | Louis Gossett Jr. – Cápa 3. |
| Legrosszabb férfi mellékszereplő | Anthony Holland – The Lonely Lady |
| Legrosszabb férfi mellékszereplő | Richard Pryor – Superman III |
| Legrosszabb női mellékszereplő   | Sybil Danning – Chained Heat és Herkules, a világ ura |
| Legrosszabb női mellékszereplő   | Bibi Besch – The Lonely Lady |
| Legrosszabb női mellékszereplő   | Finola Hughes – Életben maradni |
| Legrosszabb női mellékszereplő   | Amy Irving – Yentl |
| Legrosszabb női mellékszereplő   | Diana Scarwid – Strange Invaders |
| Legrosszabb rendező              | Peter Sasdy – The Lonely Lady |
| Legrosszabb rendező              | Joe Alves – Cápa 3. |
| Legrosszabb rendező              | Brian De Palma – A sebhelyesarcú |
| Legrosszabb rendező              | John Herzfeld – Két fél egy egész |
| Legrosszabb rendező              | Hal Needham – Tollas futam |
| Legrosszabb forgatókönyv         | The Lonely Lady, írta: John Kershaw és Shawn Randall, adaptálta: Ellen Shephard, Harold Robbins regényéből                                                   |
| Legrosszabb forgatókönyv         | Flashdance, forgatókönyv: Tom Hedley ötlete alapján Tom Hedley és Joe Eszterhas                                                                              |
| Legrosszabb forgatókönyv         | Herkules, a világ ura, forgatókönyv: Lewis Coates (Luigi Cozzi)                                                                                              |
| Legrosszabb forgatókönyv         | Cápa 3., írta: Carl Gottlieb és Richard Matheson, Peter Benchley Cápa című regénye által „sugalmazott” Guerdon Trueblood-ötlet alapján                       |
| Legrosszabb forgatókönyv         | Két fél egy egész, írta: John Herzfeld |
| Legrosszabb új sztár             | Lou Ferrigno – Herkules, a világ ura |
| Legrosszabb új sztár             | Loni Anderson – Tollas futam |
| Legrosszabb új sztár             | Reb Brown – Il mondo di Yor |
| Legrosszabb új sztár             | Cindy és Sandy (füttyögő delfinek) – Cápa 3. |
| Legrosszabb új sztár             | Finola Hughes – Életben maradni |
| Legrosszabb „eredeti” dal        | The Lonely Lady „The Way You Do It” című dala, zene és szöveg: Jeff Harrington és J. Pennig                                                                  |
| Legrosszabb „eredeti” dal        | Querelle „Each Man Kills the Thing He Loves” című dala, zene: Peer Raben, szöveg: Oscar Wilde A readingi fegyház balladája című költeménye                   |
| Legrosszabb „eredeti” dal        | The Lonely Lady „Lonely Lady” című dala, zene: Charles Calello, szöveg: Roger Voudouris                                                                      |
| Legrosszabb „eredeti” dal        | Il mondo di Yor „Yor's World!” című dala, zene: Guido és Maurizio de Angelis, szöveg: Barbara Antonia, Susan Duncan-Smith, Pauline Hanna és Cesare De Natale |
| Legrosszabb „eredeti” dal        | Querelle „Young and Joyful Bandit” című dala, zene: Peer Raben, szöveg: Jeanne Moreau                                                                        |
| Legrosszabb filmzene             | The Lonely Lady, zene: Charles Calello, Jeff Harrington, J. Pennig, és Roger Voudouris                                                                       |
| Legrosszabb filmzene             | Querelle, zene: Peer Raben |
| Legrosszabb filmzene             | Superman III, hangszerelte és vezényel: Giorgio Moroder |
| Legrosszabb filmzene             | Yentl, zene: Michel Legrand, szöveg: Marilyn Bergman és Alan Bergman                                                                                         |
| Legrosszabb filmzene             | Il mondo di Yor, zene: John Scott és Guido és Maurizio de Angelis                                                                                            |

## A kategóriákban előforduló filmek
| Jelölés | Díj | Magyar cím            | Eredeti cím       |
| ------- | --- | --------------------- | ----------------- |
| 10      | 6   |                       | The Lonely Lady   |
| 5       | 2   | Herkules, a világ ura | Hercules          |
| 5       | 1   | Tollas futam          | Stroker Ace       |
| 5       | 0   | Cápa 3.               | Jaws 3-D          |
| 5       | 0   | Két fél egy egész     | Two of a Kind     |
| 3       | 0   | Életben maradni       | Staying Alive     |
| 3       | 0   |                       | Il mondo di Yor   |
| 3       | 0   | Querelle              | Querelle          |
| 3       | 0   | Yentl                 | Yentl             |
| 2       | 1   |                       | Chained Heat      |
| 2       | 0   | Superman III          | Superman III      |
| 1       | 1   |                       | A Night in Heaven |
| 1       | 0   | A gonosz lady         | The Wicked Lady   |
| 1       | 0   | A sebhelyesarcú       | Scarface          |
| 1       | 0   | Flashdance            | Flashdance        |
| 1       | 0   |                       | Strange Invaders  |